# Ni putes ni soumises

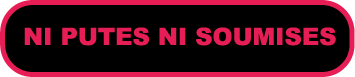
Logo del movimento

Ni putes ni soumises (in italiano Né puttane né sottomesse) è un movimento di difesa delle donne delle banlieue francesi nato nel 2003. Lo scopo del movimento, di natura popolare, è di opporsi al crescente clima di violenza verso le donne in questi quartieri periferici, secondo i valori di laicità e uguaglianza. Una fondatrice è Sihem Habchi. Dal 2006 è rappresentato anche in Belgio.
Il movimento è scaturito da una manifestazione ideata da una decina di donne che, nel febbraio 2003, decisero di attraversare la Francia indossando una maglietta con la scritta «ni putes ni soumises», al fine di richiamare l'attenzione dell'opinione pubblica sull'efferato omicidio di Sohane Benziane, una diciassettenne di origine magrebina che in seguito a un diverbio con il fidanzato, Jamal Derrar, 19 anni, era stata da questi bruciata viva, nell'androne di un palazzo a Vitry-sur-Seine, il 4 ottobre 2002.
La protesta ebbe un grande seguito e, dopo un mese di marcia attraverso 23 città della Francia, terminò a Parigi con la sfilata di oltre diecimila partecipanti.

## Storia
Dal 1º febbraio all'8 marzo 2003, Fadela Amara e la sua squadra organizzano la « Corsa delle donne dei quartieri per l'uguaglianza e contro i ghetti ». I 6 corridori permanenti sono in partenza: Safia Lebdi, Loubna Meliane, Olivier Bassuet, Christelle Raspolini, Ingrid Renouvin, Farid Belmouloud. Il loro percorso si svolge in 23 tappe. I corridori moltiplicano le riunioni, gli incontri e le discussioni sul tema dell'oppressione, del sessismo, delle violenze fisiche e psicologiche. Il 14 aprile 2003, dopo il successo strepitoso dell'appello e della corsa, il movimento "Ni putes ni soumises" si trasforma in una vera e propria associazione, in modo da poter intraprendere delle azioni concrete. Si tratta di un movimento misto, popolare e femminista. Il presidente del movimento è Fadela Amara, il segretario generale Mohammed Abdi.
Nel 2005, nasce la collaborazione con un'associazione che si occupa in Marocco di un comitato di sostegno scolastico per le giovani ragazze dei centri rurali.
Nel 2006, viene inaugurata la Maison de la Mixité in presenza del Presidente della Repubblica francese, Jacques Chirac, del sindaco di Parigi Bertrand Delanoé e di François Hollande. Questo centro di attività e di accoglienza si trova nel ventesimo arrondissement di Parigi ed è di circa 500 metri quadrati.
A partire dal 2007, "Ni putes ni soumises" è dotato di uno statuto consultivo presso l'ONU.
Il 19 giugno 2007, Fadela Amara viene nominata segretario di Stato, con il compito di occuparsi della politica della città durante il governo di destra di François Fillon. Mohammed Abdi la segue al governo in qualità di consigliere speciale. Per assumersi le proprie responsabilità, Mohammed Abdi decide di restare segretario generale del movimento fino alla pubblicazione del rapporto della Cour des Comptes. Nel novembre del 2007, Mohammed Abdi dà le dimissioni.
Nel giugno 2007, il consiglio nazionale elegge Sihem Habchi al posto del presidente del movimento (prima era vicepresidente), e Bouchera Azzouz viene eletta segretario generale nel novembre 2007. Ad ottobre Fadela Amara rimette la medaglia dell'ordine di merito a quest'ultima. Nel dicembre del 2009, Bouchera Azzouz dà le dimissioni e lascia il movimento, dichiarando che il legame di fiducia con Sihem Habchi si è spezzato.
Il congresso del novembre del 2008 conferma Sihem Habchi in qualità di presidente.

## Obiettivi
Questo movimento è contro la violenza nei confronti delle donne. In particolar modo, si oppone a:
- ogni tipo di violenza nei confronti delle donne (all'interno della coppia, da parte di uno sconosciuto...);
- razzismo, antisemitismo, misoginia, discriminazioni, violenze fisiche, morali e psicologiche;
- tradizioni troppo soffocanti;
- lesioni alla mescolanza (separazione dei generi e delle culture);
- pressioni per indossare il velo;
- pressioni per interrompere gli studi;
- pressioni per sposarsi troppo presto, senza avere la possibilità di scegliere liberamente il proprio marito;
- pressioni per impedire alle giovani ragazze di assistere ai corsi di educazione sessuale o di biologia;
- pressioni per separare gli uomini dalle donne in piscina, nei luoghi pubblici, ecc.;
- pressioni per impedire alle persone di vivere liberamente la propria vita sessuale e affettiva;
- pressioni patriarcali che impediscono alle donne di decidere liberamente del proprio corpo e della propria vita;
- omofobia;
- comunitarismo, oscurantismo e relativismo culturale (il diritto alla differenza mutato in differenze di diritti).

## Azioni svolte
Nel 2006, la « piattaforma di ascolto e di sostegno per le donne in difficoltà e/o vittime di violenza » è andata in aiuto di 1700 persone. Questa piattaforma ha come scopo quello di ricevere le chiamate di donne in difficoltà, di accoglierle in caso di urgenza, di dare loro dei consigli, di aiutarle e di orientarle.
A partire dal dicembre del 2006, il comitato di Fontenay-sous-bois accoglie le vittime dei matrimoni per obbligo nell'alloggio che ha creato (16 donne hanno beneficiato del programma / 12 sono riuscite a ricominciare con un nuovo lavoro e un nuovo alloggio).
In particolare, tra tutte le sue azioni, il Ni putes ni soumises ha messo in evidenza due casi:
- Il primo è quello di Samira Bellil, madrina del movimento, che ha pubblicato un libro chiamato Dans l'enfer des tournantes (Nell'inferno degli stupri di gruppo), in cui racconta la sua vita in qualità di ragazza sottomessa alla legge della giungla, vittima di uno stupro di gruppo a più riprese, la prima volta all'età di 13 anni. Terrorizzata all'idea di denunciare i suoi carnefici, ha dovuto accettare di essere considerata un oggetto sessuale, emarginata ed evitata dalla sua famiglia e da alcuni suoi amici.
- Il secondo caso è quello di una giovane ragazza di 17 anni, Sohane Benziane, arsa viva a Vitry-sur-Seine dal suo ex, di 19 anni.

## Impatto politico e internazionale
Alcuni rappresentanti del Ni putes ni soumises sono stati ricevuti dal Primo ministro francese Jean-Pierre Raffarin: il loro messaggio è stato incorporato alle celebrazioni ufficiali del 14 luglio 2003 a Parigi quando 14 manifesti giganti, ognuno raffigurante una donna dalle sembianze della Marianna, il simbolo della Repubblica francese, sono stati affissi alle colonne del palazzo Borbone, sede dell'Assemblea nazionale francese.
Le seguenti proposizioni sono state accettate dal governo francese:
1. la pubblicazione di una guida educativa sul rispetto da distribuire nelle scuole;
2. la fondazione di alloggi sicuri lontani dalle città per donne e giovani ragazze disperate, dove possono vivere in sicurezza e ritrovare il loro anonimato;
3. la creazione di sei aree dove le donne possono fare sentire la propria voce;
4. l'organizzazione di conferenze formative, che permettono alle donne di sviluppare le loro attitudini particolari;
5. disposizioni speciali prese nei commissariati di polizia per le giovani ragazze e le donne vittime di violenza.

L'impatto internazionale del movimento è tanto importante quanto quello politico. Oggi l'associazione possiede infatti dei comitati in svariati paesi europei (Belgio, Spagna, Francia, Svezia e Svizzera). Inoltre, dal 2007 "Ni Putes Ni Soumises" è membro consultivo del consiglio economico e sociale dell'ONU. La Guida al rispetto, distribuita in Francia a decine di migliaia di persone, che si occupa delle questioni delle tradizioni troppo soffocanti, della sessualità e delle violenze, è stata adattata per il Belgio francofono, dove verrà distribuito prossimamente.

## Critiche all'associazione
L'intensa divulgazione da parte dei media di cui ha beneficiato l'associazione ha provocato numerose critiche nei suoi confronti.
In effetti, la stessa associazione è stata accusata di contribuire a rafforzare la discriminazione nei quartieri di periferia e di aver scelto di attaccarsi al sessismo in un quadro sociale, religioso, culturale e anche etnico molto definito, focalizzandosi su un maschilismo di periferia presentato però come particolare. I loro slogan ad effetto, o meglio provocatori come sono stati definiti, hanno fatto nascere molte controversie, soprattutto da parte dei giovani ragazzi che vivono in queste zone urbane, che temono un'assimilazione supplementare tra l'oscurantismo, l'islam e l'immigrazione. Questa inquietudine non è stata attenuata dal fatto che il movimento fondasse la propria legittimità sull'esperienza delle giovani donne di periferia, tenute a denunciare quello che erano costrette a vivere.
Il 19 giugno 2007, Fadela Amara viene nominata segretario di Stato con il compito di occuparsi della politica cittadina all'interno del governo Fillon, governo di destra. Questa nomina suscita nuovamente delle polemiche nei confronti dell'associazione e del suo presidente: questa volta, sono le femministe che affermano quanto sia difficile fare arrivare un messaggio sull'uguaglianza dei sessi quando la stessa porta-bandiera di questi ideali appartiene ad un governo che non esita a condannare l'immigrazione. A seguito di tutto ciò, 25 comitati locali annunciano il loro abbandono dal movimento, denunciando l'assenza di indipendenza politica dell'associazione e l'assenza di una democrazia interna. Anche Safia Lebdi, una delle fondatrici del movimento, abbandonerà l'associazione per gli stessi motivi. Il 6 luglio 2007, è stata dichiarata in prefettura la modifica dei membri dell'ufficio e del consiglio d'amministrazione. I membri fondatori che abbandonato il movimento sono: Safia Lebdi (prima vicepresidente e fondatrice del movimento), Olivier Bassuet (vicepresidente e fondatore), Christelle Raspolini, Loubna Meliane.